# ヤケイ (ニホンザル)
ヤケイは、大分県大分市高崎山の高崎山自然動物園のニホンザル。序列B群：18代目第1位（ボス猿）。ビケイの娘でありオレケイの孫。
高崎山自然動物園で史上初めて、メスで群れの序列1位となった。

## 経歴
2012年頃誕生。元々は穏やかな性格だったが、B群の第2位のマクレーンに求愛されてから豹変した。
2021年2月頃より、発情期のマクレーンはヤケイに夢中でずっと一緒におり、ヤケイは強いオスを付き従わせているという事実を背景に力を誇示するようになった。実の母ビケイから婦人会長の座を奪った後は男社会に介入。オス序列4位から順番にタイマン勝負を張って行き、3位のゴエモンは正面からでは敵わないとみると背後から急襲。この頃には彼女に求愛した序列2位のマクレーンまでもヤケイを見ると逃げるようになった。さらにB群のαオスだったナンチュウまでも喧嘩に勝ち、ボスの座まで奪ってしまった。高崎山自然動物園で雌でボスになったのは彼女が初めてだった。
これまで群れのトップ（いわゆる「ボス猿」）を「αオス」と呼んでいたものを、メスであるヤケイ就任後は、群れの「第1位」と呼ぶようにした。またメスザルのトップについてはこれまで「メス頭（メスガシラ）」「婦人会長」と呼んでいたものを、ヤケイ就任後は「メスザル第1位」と呼ぶようにした。
これまで高崎山自然動物園で序列上位にいたメスは、序列1位のオスと仲良くなり、その力を背景にして序列上位に上っていたのに対し、ヤケイはケンカでオスを倒すことにより、史上初めて自分の力で序列上位となったことが特徴的である。

### 政権交代
2021年冬、B群第5位のゴローは、第4位のルフィーとともにヤケイにアタックしていた。序列5位のゴローは4位のルフィーにかなわず、ゴローがヤケイといちゃつこうとしているところをルフィーにいつも邪魔され、ゴローはルフィーが来ると逃げてしまっていた。しかしヤケイはルフィーを受け入れず、結局ゴローがヤケイの彼氏の座を射止めた。
2022年に入るとヤケイとゴローの仲は冷め、ヤケイは他のオスを探すようになるが、ルフィーはヤケイに嫌われており、相手にされなかった。そのため、失恋したルフィーは群れを去った。
B群第4位となったゴローは力をつけ、2023年に入ると、2位・3位のオスもゴローに一目置くようになり、ヤケイすらゴローに遠慮するようになった。2023年5月26日、B群の第1位がゴローに交代したと判断された。ヤケイの第1位の期間は1年10ヶ月であった。

### 返り咲きならず
2023年11月12日、ゴローは他所のメスを追いかけて群れを去った。そのため、次の1位候補として、序列元1位のヤケイと、序列2位のオオムギが並び立った。
2024年04月15日、2匹の間にピーナツを置き、どちらが先に取ったかでどちらが1位かを調べる「ピーナツテスト」が行われ、5回中4回で先にピーナツをとったオオムギが序列1位と認定された。職員によると、粗暴だったヤケイは子供を産んで少し優しくなったらしい。